# شهرستان پاندو
شهرستان پاندو (به اسپانیایی: Departamento de Pando) یک  بخش در بولیوی است که در بولیوی واقع شده‌است. شهرستان پاندو ۶۳٬۸۲۷ کیلومتر مربع مساحت و ۱۱۰٬۴۳۶ نفر جمعیت دارد.